# (787) Moskva
(787) Moskva ist ein Asteroid des Hauptgürtels, der am 20. April 1914 vom russischen Astronom Grigori Nikolajewitsch Neuimin in Simejis entdeckt wurde.
Der Asteroid ist nach der russischen Hauptstadt Moskau benannt.